# Baal
Baal ou Ba'al (em hebraico: בַּעַל) é um teônimo e título honorífico que significa "senhor" nos idiomas semíticos do Noroeste, falados no Levante , durante a Idade Antiga. Baal - com o artigo definido, o Baal - era o nome do principal deus masculino dos fenícios e cartagineses , além de uma deidade maior entre outros povos de Canaã, atual região de Israel e Palestina, e aparece na Bíblia no plural, como baalim. Pelo seu uso comum, Baal é referência a vários deuses do Levante (Mediterrâneo) como, por exemplo, Moloque. Os eruditos anteriormente associaram o teônimo com cultos ao Sol e com uma variedade de divindades patronais não relacionadas, mas inscrições mostraram que o nome Ba'al estava mais particularmente associado com o deus da tempestade e da fertilidade Adade e suas manifestações locais.

## Etimologia
O termo em grego Báal ( Βάαλ ) aparece no Novo Testamento (Romanos 11:4) e na Septuaginta e sua forma latinizada Baal, aparece na Vulgata. Essas formas, por sua vez, derivam da forma semítica do noroeste sem vogais BʿL (fenício e púnico: 𐤁𐤏𐤋) O sentido bíblico da palavra como denotando uma divindade fenícia e falsos deuses em geral foi estendido durante a Reforma Protestante para denotar quaisquer ídolos, ícones dos santos ou da Igreja Católica em geral.  
Nas línguas semíticas do noroeste, ugarítico, fenício, hebraico, amorreu e aramaico, a palavra baʿal significava "proprietário" e, por extensão, "senhor", "mestre" ou "marido". Cognatos incluem o Bēlu (𒂗) acádio, bal amárico ( ባል ), e baʿl árabe (بَعْل). Baal (בַּעַל) e baʿl ainda servem como palavras para "marido" em hebraico moderno e árabe, respectivamente. Eles também aparecem em alguns contextos relativos à propriedade de coisas ou posse de características.
A forma feminina é ba'alah (em hebraico:  בַּעֲלָה; em árabe: بَعْلَة), significa "senhora" no sentido de uma dona ou dona da casa e ainda serve como uma palavra rara para "esposa".

## Culto
As estátuas erguidas a Baal eram chamadas de Baalim, ou B'alim. Seus templos e altares eram construídos no alto dos morros sob árvores, ou no teto das casas.
Havia uma grande quantidade de sacerdotes, que queimavam incenso, sacrificavam crianças, dançavam em torno do altar, e, caso suas preces não fossem atendidas, cortavam-se até o sangue jorrar, de forma a conseguir a compaixão de Baal.
Possivelmente, na origem Baal era o verdadeiro senhor do Universo, degenerado depois para a adoração de um ser poderoso que existia no mundo material. Segundo Sanconíaton, os fenícios adoravam o Sol como o único senhor dos céus, e que este Beelsamen era idêntico a Zeus. Na Septuaginta, Baal é transcrito como Héracles.
Segundo alguns mitologistas, Baal era o planeta Saturno ou Júpiter.

### Fenícios e cartagineses
O nome do deus parece constar de uma inscrição encontrada em Malta, como Malkereth Baal Tuor, ou Rei da Cidade, Senhor de Tiro. O nome Malkereth é uma contração de Rei da Cidade, sugerindo que Baal e Moloque eram o mesmo ídolo.
Assim como entre os germânicos e gregos, os fenícios e cartagineses compuseram vários nomes usando o equivalente de Deus: Ethbaal, com ele Baal, Jerubaal, Baal vai sustentá-lo, Aníbal, graça de Baal, Asdrúbal, ajuda de Baal.

### Israelitas
Os israelitas o adoravam como Baal-Peor, até o tempo de Samuel, e foi o deus oficial das dez tribos na época de Acabe. Ele foi adorado também em Judá, e seu culto só terminou, conforme a Bíblia, com os rigores do cativeiro na Babilônia. Havia vários sacerdotes de Baal, de várias classes. Seu culto é descrito em I Reis 18:28.
Várias cidades de Israel tem o nome de Baal em sua formação: Baal-Gade, Baal-Hammon, Baal-Tamar, etc.

### Cananeus

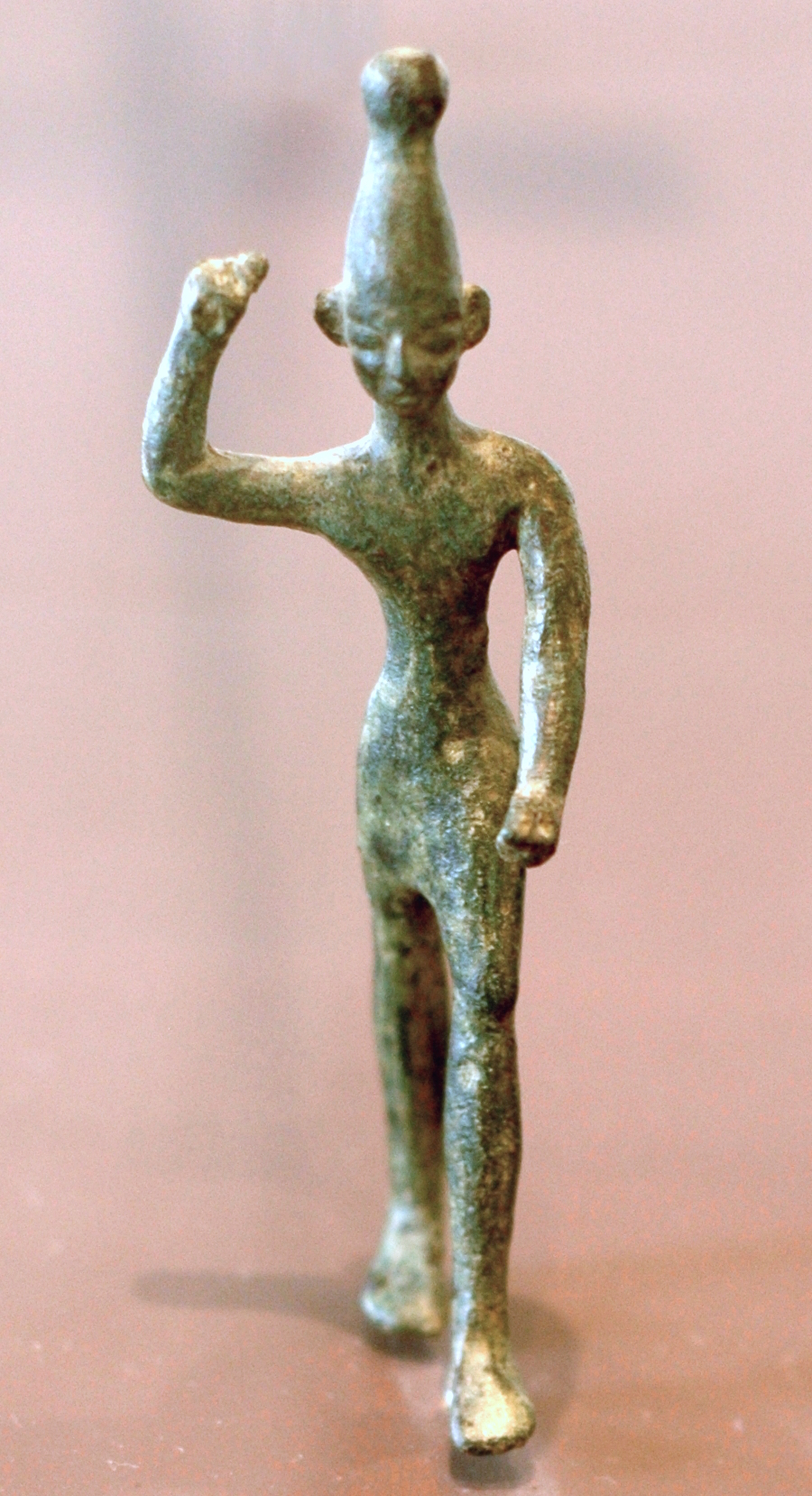
Estátua de bronze de Baal, datada dos séculos XIV–XII a.C., encontrada em Ras Shamra (antiga Ugarite), perto da costa da Fenícia. Museu do Louvre.

O deus-sol, com o título genérico de Baal, era o principal deus dos cananeus. Cada local tinha o seu Baal, e todos eles eram chamados de Baalim, ou senhores. Cada Baal tinha sua esposa.
O Ciclo de Baal é um conjunto de textos a respeito do Baal canaanita, datado de cerca de 1500–1370 a.C. e encontrado em placas de argila nos anos 1920, em Ugarit.

### Moabitas
Em Moabe, no Monte Peor, Baal era adorado como Baal-Peor, identificado como Príapo.

### Egípcios
Segundo A. H. Sayce, Amenófis IV havia sido influenciado pelas religiões semitas, por sua ligação com Mitani, e o deus que ele tentou forçar sobre seus súditos, o disco solar alado, era Baal.

## Baal bíblico

### Relato bíblico
Em Canaã, os Hebreus lutaram em várias épocas contra a adoração do deus Baal. No Livro dos Juízes (da Bíblia Hebraica), o hebreu Gideão destrói os altares de Baal e a árvore de Aserá pertencente aos Midianitas.
Mais tarde, o profeta Elias, no século IX a.C., condenou o Rei Acabe por adorar Baal.

### Outros homônimos
Mica, seu filho; Reaías, seu filho; Baal, seu filho;